# Sicya crocearia
Sicya crocearia là một loài bướm đêm trong họ Geometridae.